# Bilsanda
Bilsanda là một thị xã và là một nagar panchayat của quận Pilibhit thuộc bang Uttar Pradesh, Ấn Độ.

## Địa lý
Bilsanda có vị trí 28°15′B 79°57′Đ / 28,25°B 79,95°Đ Nó có độ cao trung bình là 161 mét (528 foot).

## Nhân khẩu
Theo điều tra dân số năm 2001 của Ấn Độ, Bilsanda có dân số 13.474 người. Phái nam chiếm 53% tổng số dân và phái nữ chiếm 47%. Bilsanda có tỷ lệ 54% biết đọc biết viết, thấp hơn tỷ lệ trung bình toàn quốc là 59,5%: tỷ lệ cho phái nam là 60%, và tỷ lệ cho phái nữ là 47%. Tại Bilsanda, 16% dân số nhỏ hơn 6 tuổi.